# Erick Lindgren
Erick Lindgren (11 augustus 1976, Burney) is een professionele pokerspeler uit de Verenigde Staten. Hij won onder meer het $5.000 Limit/No Limit Hold'em-toernooi van de World Series of Poker 2008 en zowel de $4.000 No Limit Hold'em Championship Final Day van de WPT Ultimatebet.com Poker Classic II 2003 als de $7.000 Limit Hold'em Championship Final Day van de PartyPoker.com Million III Limit Hold'em Cruise 2004 op de World Poker Tour.
Lindgren won tot en met juni 2015 meer dan $10.225.000,- met pokertoernooien (cashgames niet meegerekend). Hij bracht in 2005 het boek World Poker Tour: Making the Final Table uit. In mei 2011 trouwde hij met - eveneens professioneel pokerspeelster - Erica Schoenberg

## Wapenfeiten
Lindgren begon in 2000 met het verzamelen van geldprijzen in de professionele pokerwereld. Dat jaar won hij het $100 Limit Hold'em-toernooi van Wild Wild West in San Pablo, twee jaar later gevolgd door het $3.000 No Limit Hold'em - Main Event van de Bellagio Five Diamond Poker Classic 2002 in Las Vegas, goed voor $228.192,- aan prijzengeld.

### World Poker Tour
Het $5.000 Limit Hold'em-toernooi van de Party Poker Million II Cruise in maart 2003 was het eerste toernooi van de World Poker Tour waarop Lindgren zich naar het prijzengeld speelde. Hij werd toen zevende, goed voor $35.180,-. Het was het begin van een reeks die in januari 2008 uitmondde in Lindgrens vijftiende cash in een WPT-toernooi. In die tijd schreef hij twee WPT-toernooien op zijn naam en werd hij ook nog een keer derde en twee keer vijfde.

### World Series of Poker
De World Series of Poker (WSOP) van 2003 vormden de eerste editie van die toernooiserie waarop Lindgren geld won. Hij werd toen zesde in het $3.000 Pot Limit Hold'em-toernooi. Op de World Series of Poker 2010 boekte hij zijn 25e WSOP-cash, nadat hij op de World Series of Poker 2008 zijn eerste WSOP-titel won. Lindgren pakte 23 dagen later bijna ook zijn tweede, maar in het $50.000 H.O.R.S.E.-toernooi werd hij uiteindelijk derde (achter winnaar Scotty Nguyen en Michael Demichele). Datzelfde jaar werd hij bovendien vierde in het $5.000 No Limit Deuce to Seven Draw-toernooi.
Voordat hij in 2008 zijn eerste WSOP-titel won, had Lindgren daarop een goede kans op de World Series of Poker 2006. Hij werd toen tweede in het $5.000 Short Handed No Limit Hold'em-toernooi, achter Jeff Madsen. Op de World Series of Poker 2011 boekte Lindgren voor het eerst resultaat in het Main Event. Hij werd daarin toen 43e, goed voor $196.174,-.

### Titels
Lindgren schreef ook verschillende toernooien op zijn naam die niet tot de WSOP of WPT behoren. Zo won hij onder meer ook:
- het No Limit Hold'em-toernooi van de L.A. Poker Classic 2005 (goed voor $225.000,-)
- het $3.000 No Limit Hold'em-toernooi van de World Poker Classic 2006 in Las Vegas ($261.555,-)
- het $120.000 No Limit Hold'em-toernooi van de $120.000 Full Tilt Poker Pro Showdown in Las Vegas ($600.000,-)
- het A$100.000 Hold'em Event van de Aussie Millions 2007 ($795.279,-)

## World Series of Poker bracelets
| Jaar | Toernooi                              | Prijs      |
| ---- | ------------------------------------- | ---------- |
| 2008 | $5.000 Mixed Hold'em (Limit/No-Limit) | $374.505,- |
| 2013 | $5.000 No Limit Hold'em Six Handed    | $606.317,- |

## Trivia
- Lindgren is te zien in seizoen twee en drie van het tv-programma High Stakes Poker.